# Jos Verstappen
Johannes Franciscus Verstappen, detto Jos (Montfort, 4 marzo 1972) è un pilota automobilistico olandese.

## Biografia
È il padre di Max Verstappen, nato nel 1997, anch'egli pilota di Formula 1 e più volte campione del mondo.

## Carriera

### Formule minori
Verstappen si interessò ai kart fin dalla tenera età; già da bambino passava del tempo a correre con il mezzo costruito per lui dal padre e da otto anni cominciò a gareggiare, vincendo a dodici il titolo nazionale juniores. Dopo questo successo continuò a gareggiare nella categoria fino al 1989 contando due titoli europei e vari successi conquistati. A sedici anni, inoltre, abbandonò gli studi per potersi concentrare sulla sua passione e iniziò a lavorare per alcuni costruttori di motori olandesi.
A fine 1991 l'olandese passò poi alla Formula Opel, vincendo il titolo al primo tentativo. Dopo questo successo gli venne offerta la possibilità di gareggiare in Formula 3 con la Van Amersfoort Racing e nel 1993 divenne campione della F3 tedesca.

### Formula 1

#### L'esordio in Benetton (1994)

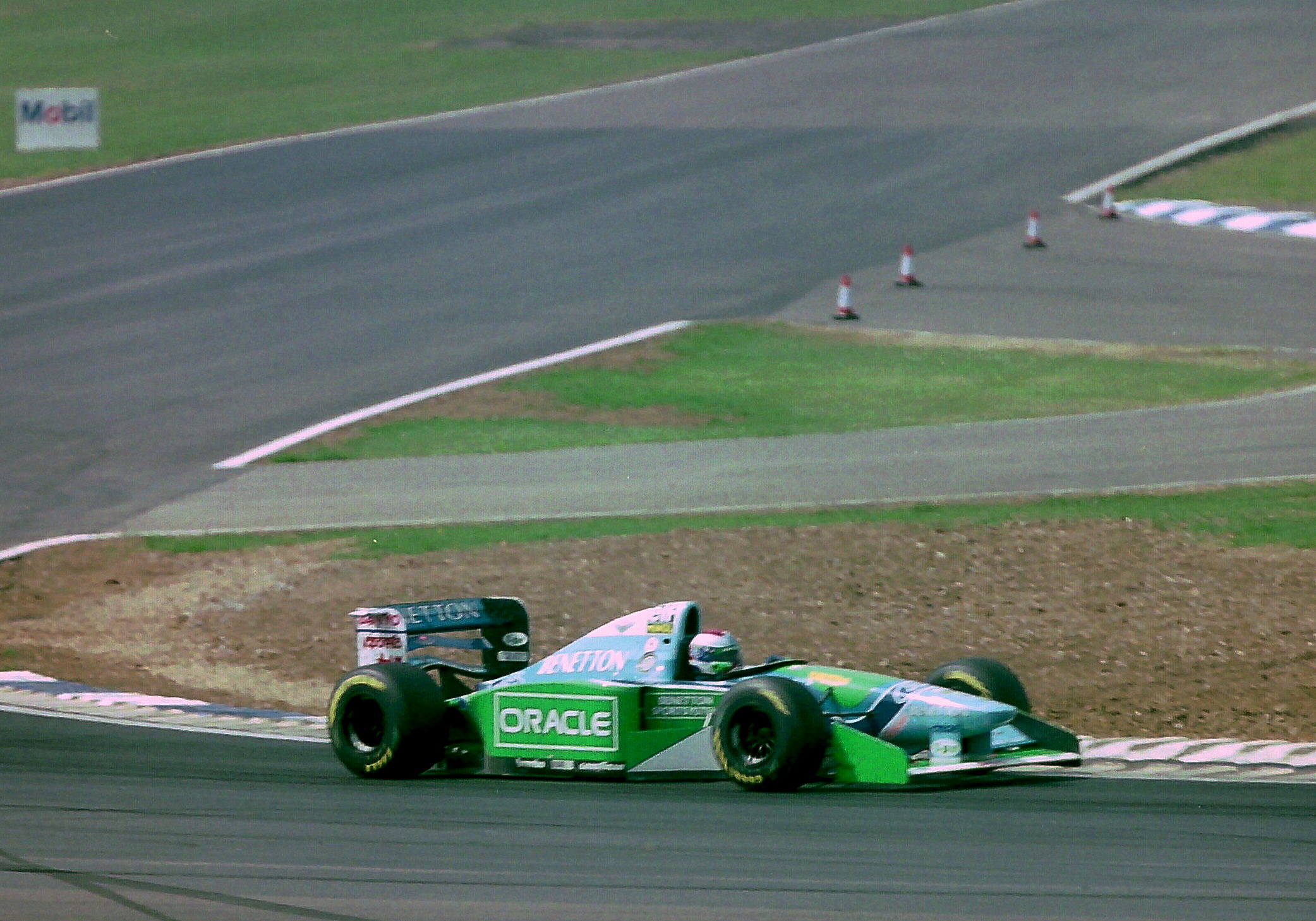
Verstappen su Benetton B194 al Gran Premio di Gran Bretagna 1994

I suoi successi nelle formule minori gli permisero di ottenere la possibilità di svolgere un test sul Circuito di Estoril alla guida di una Footwork Arrows nell'autunno del 1993. Verstappen staccò ottimi tempi sul giro e attirò l'interesse sia della McLaren sia della Benetton, entrambe intenzionate a offrirgli il posto da collaudatore. Verstappen accettò infine l'offerta della Benetton legandosi con il team anglo-italiano in vista della possibilità di correre almeno sei Gran Premi nel 1995.
Un incidente occorso alla seconda guida del team JJ Lehto durante i test prestagionali a Silverstone fece sì che l'olandese potesse disputare da secondo pilota le prime due gare della stagione, che non riuscì a concludere (in Brasile fu coinvolto in una collisione con Irvine e Brundle, mentre ad Aida fu un testacoda a porre fine alla sua gara). A Imola il rientrante Lehto riprese il suo posto, ma a causa delle sue scarse prestazioni, fu sostituito nuovamente da Verstappen a partire dal Gran Premio di Francia.
Durante il prosieguo della stagione, Verstappen trovò difficoltà ad adattare il suo stile di guida alla monoposto, più idonea al modo di guidare di Schumacher. In particolare l'olandese riteneva la monoposto abbastanza nervosa e imprevedibile, problemi evidenziati successivamente anche dal suo sostituto Herbert. Durante l'anno fu inoltre protagonista di un episodio che rischiò di avere gravi conseguenze: durante il rifornimento ai box nel Gran Premio di Germania, a causa della benzina fuoriuscita dal bocchettone, la sua vettura prese fuoco e il pilota olandese riportò alcune ustioni al viso. Da lì in poi, si piazzò tre volte in zona punti, con due terzi posti in Ungheria e Belgio come miglior risultato, e un quinto posto in Portogallo. Nelle ultime due gare della stagione lasciò infine spazio a Herbert, concludendo quindi il campionato in decima posizione, con dieci punti totali.

#### Il passaggio alle scuderie minori (1995-1998)
1995
Ancora legato contrattualmente con la Benetton, Briatore decise di preferirgli Johnny Herbert come secondo pilota. Gli offrì comunque la possibilità di un passaggio alla Simtek per disputare l'intera stagione 1995. Benetton e Simtek avevano inoltre concluso un accordo che concedeva alla squadra inglese l'utilizzo del cambio della Benetton.
Rispetto all'anno precedente, la nuova Simtek S951 si rivelò più competitiva, pur soffrendo di un motore poco potente e di problemi di affidabilità alla trasmissione. Verstappen riuscì a ottenere buone prestazioni, tanto da qualificarsi a metà griglia al Gran Premio d'Argentina ed era riuscito a portarsi fino al sesto posto prima di essere costretto al ritiro. La squadra, però, era in grandi difficoltà finanziarie e faticò a prendere parte al Gran Premio di Spagna, per poi abbandonare definitivamente la stagione subito dopo il Gran Premio di Monaco. Il pilota olandese si ritrovò quindi senza un volante per disputare da titolare la stagione e anche la possibilità di sostituire Herbert in Benetton, dopo un inizio stagione deludente, svanì in seguito alla sua vittoria del Gran Premio di Gran Bretagna. Chiuse quindi anticipatamente il suo 1995 con zero punti ottenuti.
1996
Trovatosi senza contratto per il 1996, Verstappen trovò infine un accordo con la Footwork Arrows. L'inizio stagione fu molto convincente per Verstappen che ottenne un sesto posto in Argentina con un sorpasso nel finale a David Coulthard. Fornì anche buone prestazioni in Brasile e in Spagna, gare in cui era quinto prima di ritirarsi. 
Pur dimostrando buone doti velocistiche, fu comunque spesso protagonista di incidenti e uscite di pista, in particolare nel finale di stagione, e pagò anche problemi di affidabilità della monoposto. A metà stagione, inoltre, la Arrows venne acquistata da Tom Walkinshaw che divenne socio di maggioranza. Le trattative per il rinnovo contrattuale di Verstappen non andarono a buon fine e l'olandese si ritrovò quindi a fine anno senza un volante per la stagione successiva.
1997
Per il 1997 riuscì ad accordarsi con la Tyrrell per affiancare Mika Salo. La squadra britannica da diversi anni affrontava difficoltà finanziarie e non fu in grado di mettere a disposizione dei propri piloti una monoposto particolarmente competitiva. In particolare, pagava il fatto di avere in dotazione un motore poco potente, che spesso relegò i due piloti nelle ultime file dello schieramento. Occasionalmente, Verstappen riuscì a ottenere buone prestazioni, in particolare nei Gran Premi di Argentina e Canada stazionò a lungo ai margini della zona punti, prima di essere in entrambi i casi costretto al ritiro. Chiuse quindi la stagione senza ottenere punti iridati.
1998
Al termine della stagione 1997, Ken Tyrrell decise di vendere il suo team, ormai a corto di fondi, alla BAR. I nuovi proprietari decisero quindi di non confermare Verstappen preferendogli Ricardo Rosset, in grado di garantire una buona dote finanziaria al team. Il pilota olandese si ritrovò quindi senza contratto e privo di un volante per la ormai imminente stagione 1998. Solamente a partire dal Gran Premio di Francia riuscì a rientrare nel circus sostituendo Jan Magnussen alla Stewart fino al termine della stagione. Pur a fronte di una monoposto poco competitiva, le prestazioni di Verstappen furono, comunque, spesso sottotono venendo alla fine battuto dal compagno di squadra Rubens Barrichello. Chiuse quindi nuovamente l'anno senza mai ottenere punti.

#### Tester Honda e ritorno in Arrows (1999-2001)
1999
Ormai senza alcun contratto per disputare la stagione 1999, Verstappen si accordò con la Honda per svolgere il ruolo di collaudatore nello sviluppo di un prototipo, noto come Honda RA099, in vista di un possibile ingresso della casa giapponese con una propria squadra per il 2000. Partecipò quindi a varie sessioni di test e, a gennaio, ottenne tempi discreti sia sul circuito di Jerez, risultando più veloce delle BAR di Jacques Villeneuve e Ricardo Zonta, sia a Barcellona, in cui eguagliò i tempi della Jordan. La morte di Harvey Postlethwaite, direttore tecnico e responsabile della progettazione della vettura, mise in dubbio il prosieguo del piano di creazione di una squadra corse. La Honda decise infatti di limitarsi a fornire i propri motori alla BAR.
Durante l'anno per Verstappen si prospettò la possibilità di sostituire Damon Hill in Jordan, qualora il pilota britannico avesse deciso di chiudere anticipatamente la sua stagione. Tale eventualità non si realizzò e Verstappen continuò a svolgere il suo ruolo di collaudatore per la Honda.
2000
Nel 2000, Verstappen tornò alla Arrows. La vettura che aveva a disposizione, la A21, pur rivelandosi complessivamente efficace sul piano aerodinamico, soffriva però di frequenti problemi di affidabilità. Nonostante ciò il pilota olandese fu fautore di grandi prove di spettacolo, come quelle offerte in Brasile o in Canada. Riuscì a finire per 2 volte a punti, ottenendo un quarto posto come miglior risultato a Monza. Il secondo miglior risultato fu un quinto posto al Gran Premio del Canada, dove fu autore di una grande gara dopo essere partito dalla tredicesima posizione.
2001

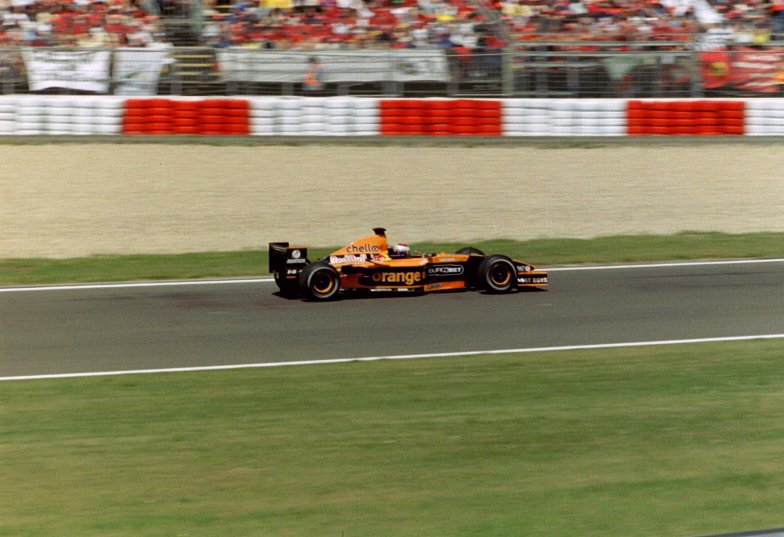
Verstappen su Arrows A22 al Gran Premio d'Europa 2001

Corse anche nel 2001, sempre con la Arrows. La stagione fu molto sfortunata in cui l'olandese, nonostante si fosse trovato spesso a lottare per i punti, ne ottenne solo uno in Austria. In Malesia, grazie anche al grande caos in partenza, rimase a lungo in seconda posizione finché un cattivo pit stop non lo escluse dalla lotta per punti, mentre in Canada era sesto fino all'ultimo giro, quando a causa di un problema ai freni andò a sbattere. A Monaco rimontò dal diciannovesimo posto all'ottavo. Nelle altre gare non riuscì a lottare per posizioni importanti, fatta eccezione per il GP d'Italia, dove fu costretto, però, al ritiro a causa di un problema all'alimentazione. A fine stagione, nonostante fosse ancora sotto contratto con la casa inglese, venne licenziato per fare spazio a Heinz-Harald Frentzen. Sostenne quindi alcuni test con la Sauber, ma senza risultati.

#### Passaggio in Minardi (2003)
Nel 2003 l'olandese tornò a correre nella massima serie con la Minardi. Non ottenne alcun punto, ma fu protagonista di una particolare vicenda: durante le pre-qualifiche del Gp di Francia, negli ultimi minuti Verstappen uscì dai box, mentre smise di piovere, e centrò il miglior tempo; nelle qualifiche vere e proprie, il giorno dopo, l'olandese tuttavia non si ripeté e partì solo dalla penultima posizione. I migliori risultati li ottenne al Gran Premio del Canada, dove si qualificò quindicesimo, ottenendo per la scuderia faentina il miglior risultato in qualifica dal Gran Premio di Germania 1999, mentre in gara chiuse nono. A fine stagione tentò un accordo con la Jordan, ma non si realizzò determinandone il ritiro dalla massima formula.

### Dopo la Formula 1

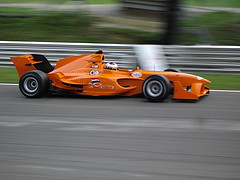
Verstappen impegnato nell'A1 GP

Dopo un breve periodo di inattività, Verstappen tornò a correre nella serie A1 Grand Prix per il team olandese, riuscendo anche a vincere una gara e concludendo il campionato 2005-2006 al settimo posto. Dopo l'esperienza in A1 Grand Prix il pilota olandese partecipò a due edizioni della 24 ore di Le Mans cogliendo un 10º posto nel 2008 con la Porsche e un 13º posto nel 2009 al volante della Aston Martin. Nel 2010 ha tentato un ritorno in Formula 1 proponendo la sua esperienza ai team debuttanti ma i 7 anni di lontananza dalla massima serie non gli consentirono di trovare un sedile come titolare e neanche come collaudatore. Successivamente si è dedicato all'attività di manager del figlio Max. Nel 2021 Verstappen è tornato in pista per la 24h di Dubai con una nuova Porsche 992 assieme a Thierry Vermeulen, seguiti dal team GP Elite.

## Risultati

### Risultati completi
| 1994 | Scuderia | Vettura |     |     |  |  |  |  |     |   |     |   |   |     |   |     |  |  |  | Punti | Pos. |
| ---- | -------- | ------- | --- | --- |  |  |  |  | --- | - | --- | - | - | --- | - | --- |  |  |  | ----- | ---- |
| 1994 | Benetton | B194    | Rit | Rit |  |  |  |  | Rit | 8 | Rit | 3 | 3 | Rit | 5 | Rit |  |  |  | 10    | 10º  |

| 1995 | Scuderia | Vettura |     |     |     |    |    |  |  |  |  |  |  |  |  |  |  |  |  | Punti | Pos. |
| ---- | -------- | ------- | --- | --- | --- | -- | -- |  |  |  |  |  |  |  |  |  |  |  |  | ----- | ---- |
| 1995 | Simtek   | S951    | Rit | Rit | Rit | 12 | NP |  |  |  |  |  |  |  |  |  |  |  |  | 0     |      |

| 1996 | Scuderia | Vettura |     |     |   |     |     |     |     |     |     |    |     |     |     |   |     |    |  | Punti | Pos. |
| ---- | -------- | ------- | --- | --- | - | --- | --- | --- | --- | --- | --- | -- | --- | --- | --- | - | --- | -- |  | ----- | ---- |
| 1996 | Footwork | FA17    | Rit | Rit | 6 | Rit | Rit | Rit | Rit | Rit | Rit | 10 | Rit | Rit | Rit | 8 | Rit | 11 |  | 1     | 16º  |

| 1997 | Scuderia | Vettura |     |    |     |    |   |    |     |     |     |    |     |     |     |    |     |    |    | Punti | Pos. |
| ---- | -------- | ------- | --- | -- | --- | -- | - | -- | --- | --- | --- | -- | --- | --- | --- | -- | --- | -- | -- | ----- | ---- |
| 1997 | Tyrrell  | 025     | Rit | 15 | Rit | 10 | 8 | 11 | Rit | Rit | Rit | 10 | Rit | Rit | Rit | 12 | Rit | 13 | 16 | 0     |      |

| 1998 | Scuderia | Vettura |  |  |  |  |  |  |  |    |     |     |     |    |     |     |    |     |  | Punti | Pos. |
| ---- | -------- | ------- |  |  |  |  |  |  |  | -- | --- | --- | --- | -- | --- | --- | -- | --- |  | ----- | ---- |
| 1998 | Stewart  | SF02    |  |  |  |  |  |  |  | 12 | Rit | Rit | Rit | 13 | Rit | Rit | 13 | Rit |  | 0     |      |

| 2000 | Scuderia | Vettura |     |   |    |     |     |     |     |   |     |     |     |    |    |   |     |     |    | Punti | Pos. |
| ---- | -------- | ------- | --- | - | -- | --- | --- | --- | --- | - | --- | --- | --- | -- | -- | - | --- | --- | -- | ----- | ---- |
| 2000 | Arrows   | A21     | Rit | 7 | 14 | Rit | Rit | Rit | Rit | 5 | Rit | Rit | Rit | 13 | 15 | 4 | Rit | Rit | 10 | 5     | 12º  |

| 2001 | Scuderia | Vettura |    |   |     |     |    |   |   |    |     |    |    |   |    |    |     |     |    | Punti | Pos. |
| ---- | -------- | ------- | -- | - | --- | --- | -- | - | - | -- | --- | -- | -- | - | -- | -- | --- | --- | -- | ----- | ---- |
| 2001 | Arrows   | A22     | 10 | 7 | Rit | Rit | 12 | 6 | 8 | 10 | Rit | 13 | 10 | 9 | 12 | 10 | Rit | Rit | 15 | 1     | 18º  |

| 2003 | Scuderia | Vettura |    |    |     |     |    |     |     |   |    |    |    |     |    |     |    |    |  | Punti | Pos. |
| ---- | -------- | ------- | -- | -- | --- | --- | -- | --- | --- | - | -- | -- | -- | --- | -- | --- | -- | -- |  | ----- | ---- |
| 2003 | Minardi  | PS03    | 11 | 13 | Rit | Rit | 12 | Rit | Rit | 9 | 14 | 16 | 15 | Rit | 12 | Rit | 10 | 15 |  | 0     |      |

| Legenda | 1º posto     | 2º posto | 3º posto    | A punti         | Senza punti/Non class.  | Grassetto – Pole position Corsivo – Giro più veloce |
| Legenda | Squalificato | Ritirato | Non partito | Non qualificato | Solo prove/Terzo pilota | Grassetto – Pole position Corsivo – Giro più veloce |

### 24 Ore di Le Mans
| Anno | Classe | N°  | Gomme | Vettura                                        | Squadra                   | Co-piloti                               | Giri | Pos. Assol. | Pos. di Classe |
| ---- | ------ | --- | ----- | ---------------------------------------------- | ------------------------- | --------------------------------------- | ---- | ----------- | -------------- |
| 2008 | LMP2   | 34  | M     | Porsche RS Spyder Evo Porsche MR6 3.4L V8      | Van Merksteijn Motorsport | Peter van Merksteijn Jeroen Bleekemolen | 354  | 10º         | 1º             |
| 2009 | LMP1   | 008 | M     | Lola-Aston Martin B09/60 Aston Martin 6.0L V12 | Aston Martin Racing       | Anthony Davidson Darren Turner          | 342  | 13º         | 11º            |

### WRC
| 2022 | Scuderia | Vettura           |  |  |  |  |  |  |  |  |    |  |  |  |  |  |  |  | Punti | Pos. |
| ---- | -------- | ----------------- |  |  |  |  |  |  |  |  | -- |  |  |  |  |  |  |  | ----- | ---- |
| 2022 |          | Citroën C3 Rally2 |  |  |  |  |  |  |  |  | 57 |  |  |  |  |  |  |  | 0     |      |

| Legenda | 1º posto | 2º posto | 3º posto | A punti | Senza punti | Ritirato | Squalificato | NP=Non partito C=Gara cancellata | Apice=Power stage |

### ERC
| Anno | Scuderia | Vettura               | 1      | 2     | 3       | 4       | 5   | 6   | 7   | 8   | Pos. | Punti |
| ---- | -------- | --------------------- | ------ | ----- | ------- | ------- | --- | --- | --- | --- | ---- | ----- |
| 2025 |          | Škoda Fabia RS Rally2 | SIE 13 | UNG 8 | SCA Rit | POL Rit | ROM | BAR | CER | CRO |      | 14    |

## Controversie

### Procedimenti giudiziari
Il 4 gennaio 2012 il pilota è stato arrestato dalla polizia di Roermond e ha trascorso due settimane in carcere. L'accusa nei confronti di Verstappen è quella di aver commesso violenza domestica nei confronti dell'ex-fidanzata e di averla investita deliberatamente con la propria autovettura. In precedenza, il pilota era stato già condannato per episodi di violenza.